# Liste der grönländischen Dorf- und Außendistriktsminister
Die Liste der grönländischen Dorf- und Außendistriktsminister listet alle grönländischen Dorf- und Außendistriktsminister.
Das Ministerium wurde 1992 abgeschafft und existierte danach nur noch zweimal kurzzeitig von 2001 bis 2002 und 2016 bis 2018.
| Antritt          | Abgang            | Minister                | Leben     | Partei            | Regierung                   | evtl. übergeordnetes Ministerium |
| ---------------- | ----------------- | ----------------------- | --------- | ----------------- | --------------------------- | -------------------------------- |
| 7. Mai 1979      | 2. Mai 1983       | Anders Andreassen       | * 1944    | Siumut            | Motzfeldt I                 |                                  |
| 2. Mai 1983      | 9. Juni 1987      | Hendrik Nielsen         | 1942–2022 | Siumut            | Motzfeldt II, III           |                                  |
| 9. Juni 1987     | 19. Mai 1992      | Kaj Egede               | 1951–2013 | Siumut            | Motzfeldt IV, V, Johansen I |                                  |
| 7. Dezember 2001 | 14. Dezember 2002 | Hans Enoksen            | * 1956    | Siumut            | Motzfeldt VIII              |                                  |
| 27. Oktober 2016 | 27. Januar 2017   | Martha Lund Olsen       | * 1961    | Siumut            | Kielsen II                  |                                  |
| 27. Januar 2017  | 24. April 2017    | Múte B. Egede (interim) | * 1987    | Inuit Ataqatigiit | Kielsen II                  |                                  |
| 24. April 2017   | 15. Mai 2018      | Erik Jensen             | * 1975    | Siumut            | Kielsen II                  |                                  |